# STAR World
 (avril 2023).
Si vous disposez d'ouvrages ou d'articles de référence ou si vous connaissez des sites web de qualité traitant du thème abordé ici, merci de compléter l'article en donnant les références utiles à sa vérifiabilité et en les liant à la section « Notes et références ».
Star World est une chaîne de télévision par câble et par satellite en langue anglaise appartenant à STAR TV et Fox Networks Group, deux filiales à part entière de 21st Century Fox. C'est le successeur de Star Plus, qui est maintenant l'une de ses chaînes sœurs. La chaîne diffuse principalement des émissions populaires des États-Unis, du Royaume-Uni et parfois de l'Australie.